# Bharatpur
Bharatpur (nepálsky भरतपुर) je město v jižním centrálním Nepálu. Je to třetí nejlidnatější město Nepálu po Káthmándú a Pókhaře s 369 000 obyvateli k roku 2021. Je to také druhým největší metropolitním městem v Nepálu podle rozlohy. Je sídlem okresu Čitvan.
Bharatpur je jedním z nejrychleji rostoucích měst v Nepálu. Leží na západním břehu řeky Gandak a slouží jako obchodní centrum okresu Čitvan a centrální oblasti Nepálu. Většina nákupní oblasti leží v oblasti Narajangadh, zatímco vládní úřady, nemocnice a vysoké školy se nacházejí v jiných částech města, včetně přední nepálské onkologické nemocnice, BP Koirala Memorial Cancer Hospital.
V březnu 2017 byl Bharatpur prohlášen za metropolitní město poté, co do něj byly sloučeny obce Narajani, Čitravan a Kabilas.
Město slouží jako východisko pro nedaleký národní park Čitvan, kde žijí nosorožci jednorozí, sloni, tygři bengálští, krokodýli, jeleni a mnoho dalších divokých zvířat. Po Káthmándú a Pokhaře je to třetí největší turistická destinace v Nepálu.

## Galerie

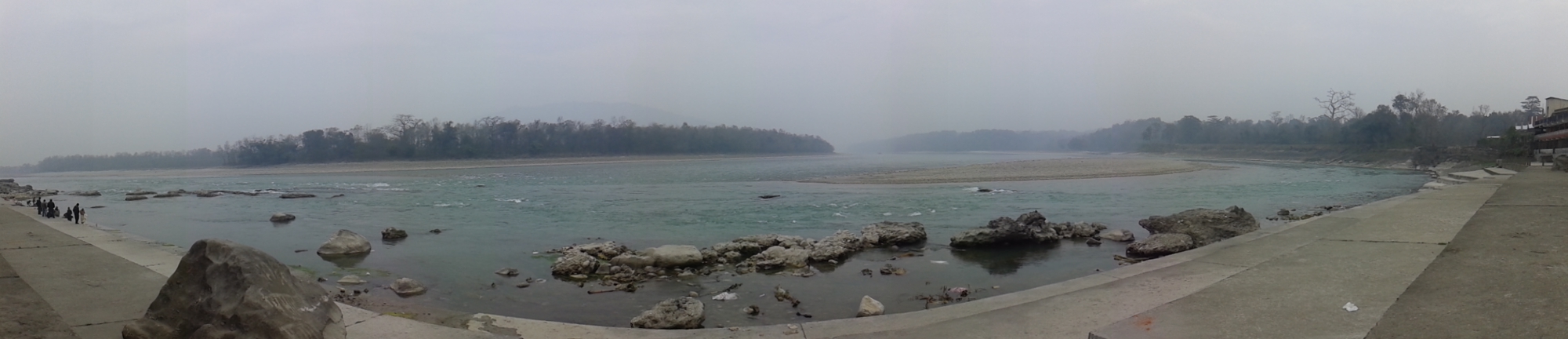
Řeka Gandaki, jak je vidět z chrámu Harihar

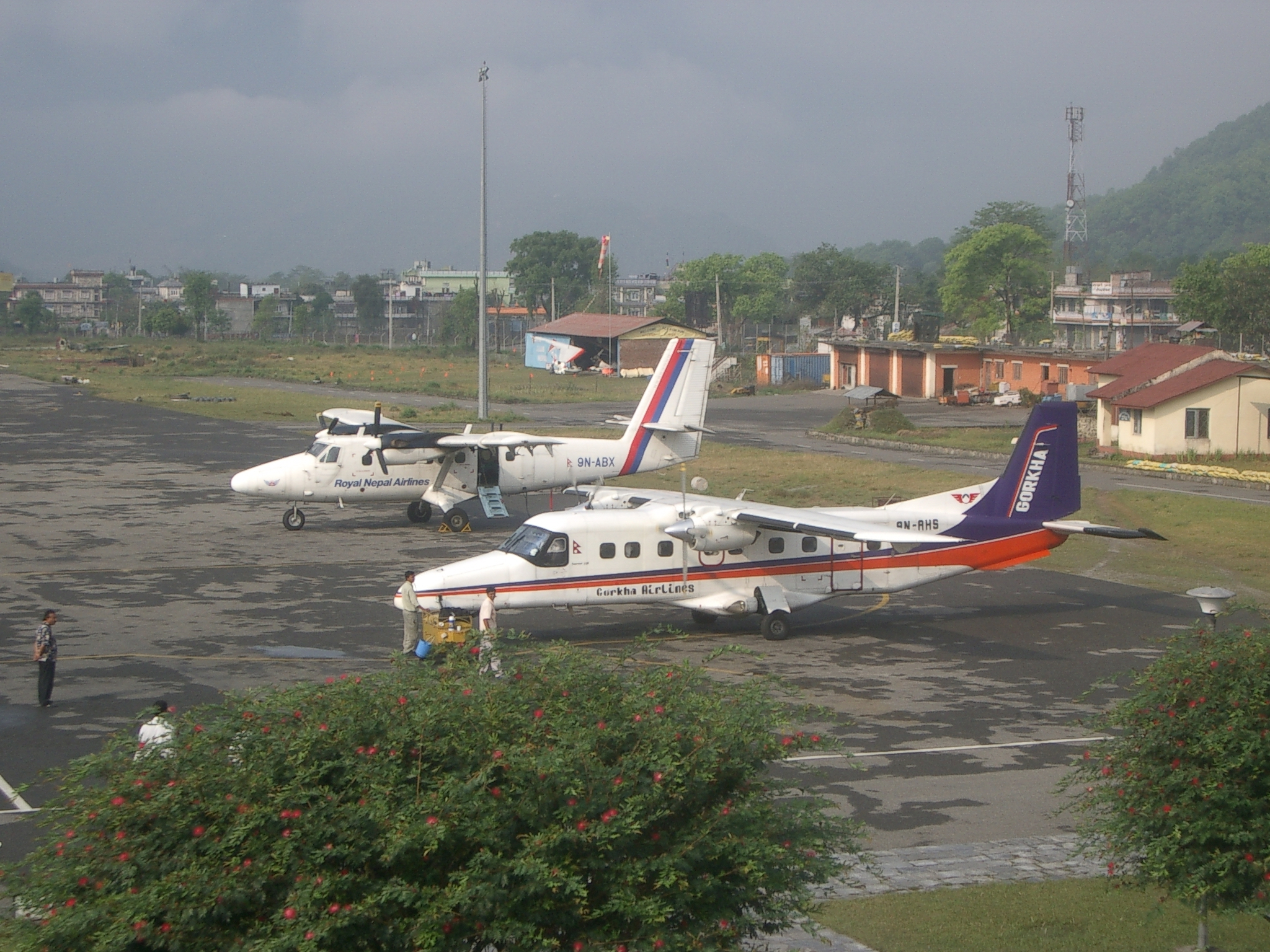
Letiště Bharatpur
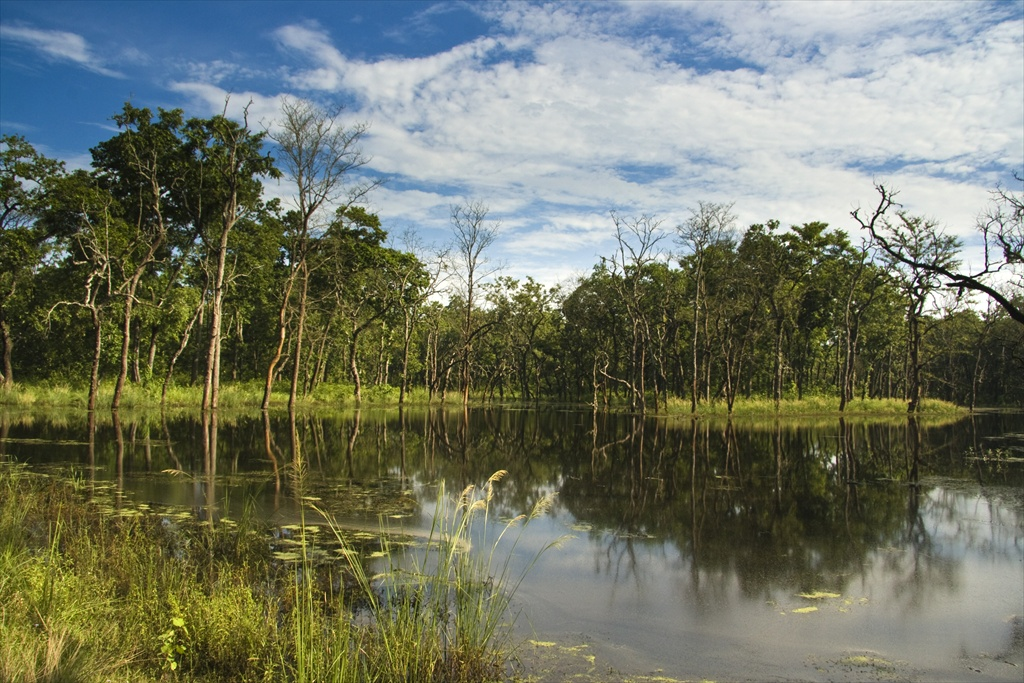
Jezero Beeshazar poblíž národního parku Čitvan
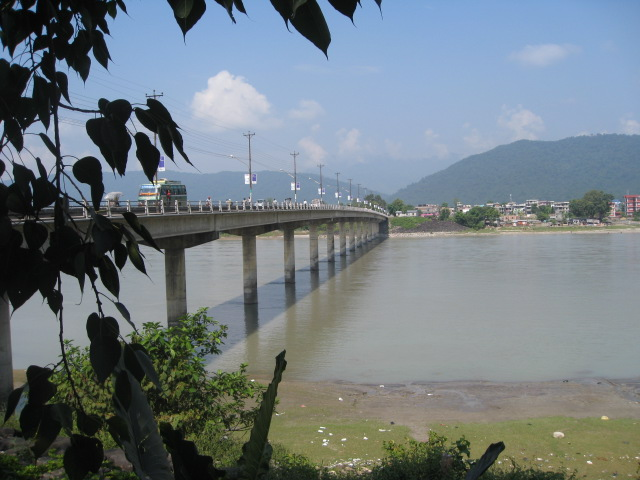
Most Narayani v Narayangarh, Chitwan, Nepál
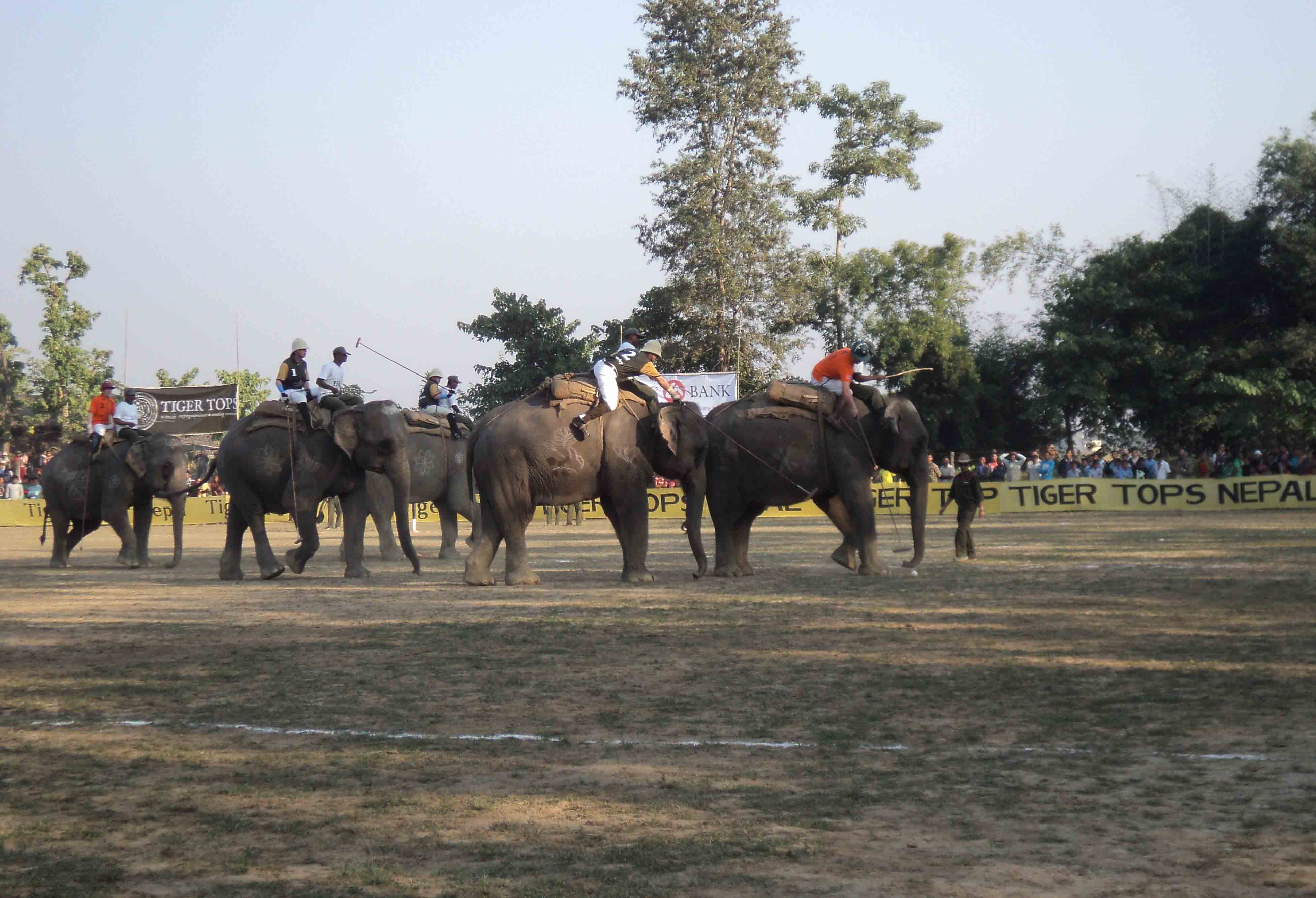
Světový pohár ve sloním pólu 2012 v nepálském Meghauli
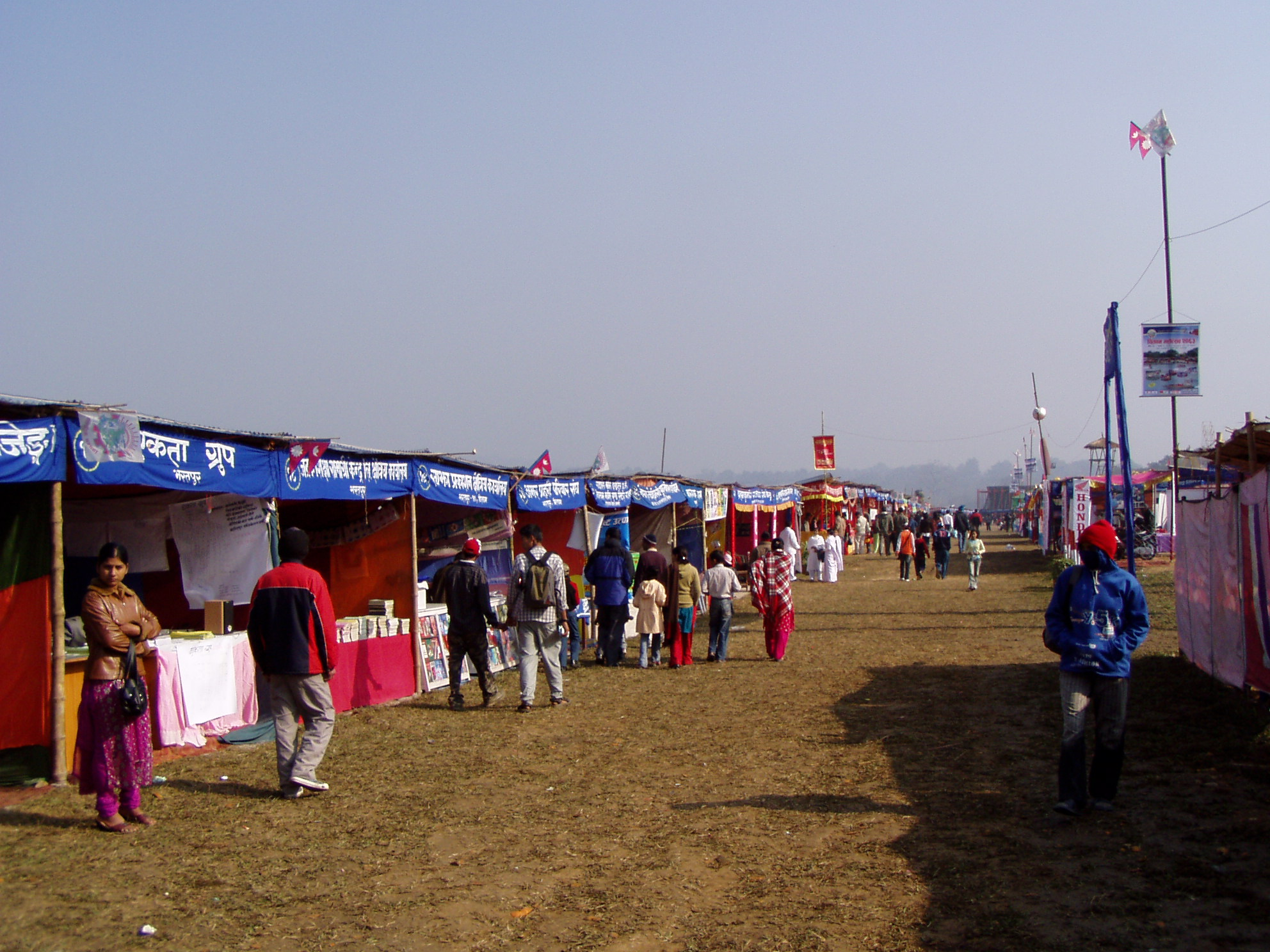
Chitwan Mahotsav 2063 (Chitwan Mahotsav v roce 2007 našeho letopočtu) v Narayangarh, Chitwan
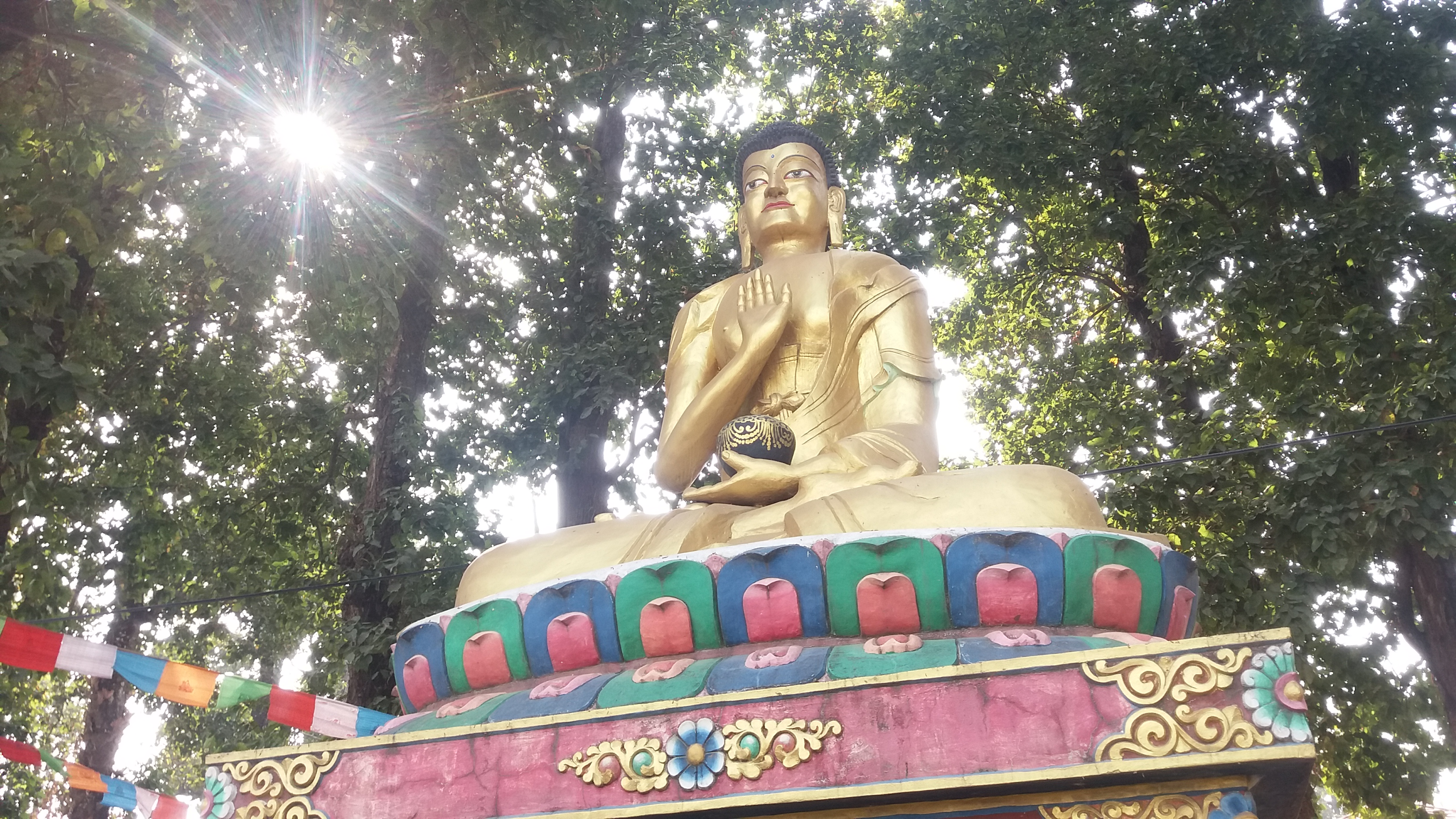
socha Buddhy v Buddha Stupa, Chitwan